# Афаг Масуд
Афаг Масуд (3 червня 1957 , Баку ) — азербайджанська письменниця і драматургиня. Голова правління Центру перекладу Азербайджану, кавалер ордена «Слава», народна письменнця Азербайджану, заслужена діячка мистецтв Азербайджану, дійсна член Петровської академії наук і мистецтв.
Головна редакторка журналу світової літератури «Хазар».
Відома як авторка романів і оповідань, п'єс «Біля порога», «Мене Він любить», «В дорозі», «Роль на прощання», «Кербела», «Мансур Халладж».
За п'єсами «Біля порога», «Мене Він любить» поставлено вистави на сцені Азербайджанського державного театру «Юх», виставу за п'єсою «Роль на прощання» було поставлено на сцені Азербайджанського державного національного академічного драматичного театру.
Книги А. Масуд перекладено і видано в різних країнах світу.
Автор перекладів роману «Осінь патріарха» (Г. Г. Маркеса), «Павутина землі» (Т. Вулфа), стародавніх суфійських рукописів — «Істина буття» М. Насафі, «Еліксир щастя», «Лист до сина», «Божественне знання» аль-Газалі, «Мекканське одкровення» Ібн аль-Арабі, твори Джалаледдіна Румі та інших суфійських мислителів.
2000 року у Віденському університеті захищено докторську дисертацію за творчістю Афаг Масуд (С. Доган «Жіночі образи в європейському сходознавстві»).
За заслуги в розвитку театрального мистецтва неодноразово нагороджувалася медаллю ТюрКСОЙ.
2015 року стала переможцем Міжнародного конкурсу сценічних творів, заснованого Міністерством культури Туреччини, ТюрКСОЙ і Спілкою письменників Євразії.
2017 року за заслуги в розвитку перекладацької справи в Азербайджані президент Ільхам Алієв нагородив Афаг Масуд орденом «Слава».
2019 року розпорядженням Президента Ільхама Алієва за заслуги в розвитку азербайджанської культури відзначена почесним званням «Народний письменник».

## Видані книги
- «На третьому поверсі». Баку: «Гянджлик», 1979 рік.
- «Суботній вечір». Баку: «Язычы», 1984 рік.
- «Суботній вечір». Москва: «Советский писатель», 1991 рік.
- «Перехід» (повісті та оповідання). Баку: «Язычы», 1988 рік.
- «Одна». Баку: «Гянджлик», 1992 рік.
- «Процесія». Баку: «Центр перекладу Азербайджану», 1994 рік.
- «Свобода» (роман, есе, оповідання). Баку: «Центр перекладу Азербайджану», 1998 рік.
- «Роман, есе, оповідання» — Баку, «Міністерство культури Азербайджану», 1999 рік.
- «Писання» (роман, есе, оповідання). Баку: «Ганун», 2005 рік.
- «Іоанн II» (роман-оповідання). Баку: «Мутарджим», 2009 рік.
- «Вибрані твори». У двох томах. Баку: «Наука і література», 2012 рік.
- «Роман-оповідання». Баку: «Євразія-Прес», 2012 рік.
- «Процесія». Анкара: «Бенгю», 2015 рік.
- «До світла». Тегеран: «Нохбеган», 2015 рік.
- «Тюлень». Тегеран: «Пінар», 2011 рік.
- «Процесія». Тегеран: «Шураферин», 2016 рік.
- «Процесія». Тегеран: «Ферсар», 2016 рік.
- «Вибране». Москва: «Художественная литература», 2017 рік.
- «Свобода». Київ: «Друге дихання», 2017 рік